# Daniel Rolland
Daniel Rolland (Noyers, 27 november 1944) is een Frans voetbalcoach en voormalig voetballer.

## Carrière
Rolland begon met voetballen in zijn geboorteplaats en speelde daarna in Massangis. Toen hij naar Auxerre verhuisde om te studeren aan het Gambetta-lyceum, sloot hij zich aan AJ Auxerre. Later behaalde Rolland een diploma als landmeter. Dit beroep oefende hij uit tot 1977. In datzelfde jaar werd hij trainer van het B-team van Auxerre.
Toen Auxerre in 1982 zijn opleidingscentrum opende, werd Rolland aangesteld aan het hoofd ervan. Onder zijn leiding won Auxerre B meermaals de Coupe Gambardella. Daarnaast won Auxerre B onder Rolland ook tal van Franse kampioenstitels in de lagere divisies (vijfmaal de Division 3 en tweemaal de CFA). Onder andere Éric Cantona, Basile Boli, Lionel Charbonnier, Philippe Mexès en Djibril Cissé stroomden onder Rolland vanuit de jeugdopleiding van Auxerre naar het eerste elftal door.
In het seizoen 2000/01 nam Rolland het roer over van Guy Roux als hoofdtrainer van de club. Rolland eindigde dat seizoen dertiende met de club. In 2001 nam Roux na een sabbatjaar weer zijn plaats als hoofdtrainer in. Rolland ging daarop als scout aan de slag voor de club.